# Łącznik pływakowy
Łącznik pływakowy (ang. liquid level actuated pilot switch) – łącznik czujnikowy sterowany poziomem cieczy w zbiorniku za pomocą pływaka.